# 河北教育出版社
河北教育出版社是一家综合性出版社，成立于1986年12月，總部位于石家庄市。1998年被中华人民共和国新闻出版总署授予“全國優秀出版社”稱號。在歷屆“國家圖書獎”、“中國圖書獎”等國家級圖書大獎的評比中，先後有20多種圖書榜上有名，印刷質量也連續獲得全國金獎。
河北教育出版社出版的圖書涵蓋教育、社科、藝術、古籍、兒童、辭書等幾大門類，圖書行銷世界20多個國家和地區。1999年出书996种（其中初版322种），总印数1.1523亿册。2003年出书685种，印数4630万册，总定价23291万元。另外，目前已有小學數學、初中數學、小學語文、小學體育與健康、初中體育與健康、高中體育與健康、小學英語、初中英語、高中英語等9種新課程標準教材已通過中华人民共和国教育部的審定。

## 组成
- 河北人文网
- 河北教育出版社门户网
- 《快乐作文》杂志社
- 《21世纪中学生作文》杂志社
- 《快乐英语》杂志社
- 河北教育音像出版社
- 北京颂雅风文化艺术中心
- 康拓实业发展总公司
- 麦田图书有限公司

## 代表作
- 中华文明史
- 屠格涅夫全集
- 中国漫画家书系
- 红罂粟丛书
- 中国现代学术经典
- 教育投入与产出研究
- 鲁迅之世界全集

## 链接
- 河北教育出版社网站